# 421774 Jeffreyrose
421774 Jeffreyrose este o planetă minoră (asteroid) din centura de asteroizi. A fost descoperită pe 20 decembrie 2009 la Mount Lemmon⁠(d) de Mount Lemmon Survey⁠(d). 
Obiectul prezintă o orbită caracterizată de o semiaxă mare de 3,1261963631887 UAi, o excentricitate de 0,044481500668762, o înclinație de 9,7776639885629 ° în raport cu ecliptica.